# Municipio de Five Mile
El municipio de Five Mile (en inglés: Five Mile Township) es un municipio ubicado en el condado de Newton en el estado estadounidense de Misuri. En el año 2010 tenía una población de 4073 habitantes y una densidad poblacional de 41,64 personas por km².

## Geografía
El municipio de Five Mile se encuentra ubicado en las coordenadas 36°57′52″N 94°33′14″O / 36.96444, -94.55389. Según la Oficina del Censo de los Estados Unidos, el municipio tiene una superficie total de 97.82 km², de la cual 97.57 km² corresponden a tierra firme y (0.25%) 0.24 km² es agua.

## Demografía
Según el censo de 2010, había 4073 personas residiendo en el municipio de Five Mile. La densidad de población era de 41,64 hab./km². De los 4073 habitantes, el municipio de Five Mile estaba compuesto por el 89.91% blancos, el 2.01% eran afroamericanos, el 3.17% eran amerindios, el 0.52% eran asiáticos, el 0.12% eran isleños del Pacífico, el 0.37% eran de otras razas y el 3.9% pertenecían a dos o más razas. Del total de la población el 1.96% eran hispanos o latinos de cualquier raza.